# Hugo IV. od Mainea
Hugo IV. (francuski Hugues; † 25. ožujka 1051.) bio je grof Mainea 1036. – 1051.; sin grofa Herberta I. od Mainea i njegove supruge.
Po savjetu biskupa Gervazija od Château-du-Loira, Hugo je oženio Bertu od Bloisa, kćer Oda II. od Bloisa i Ermengarde od Auvergnea. Njihov je sin bio Herbert II. od Mainea, a kći im je bila Margareta (Marguerite), zaručnica Roberta II. od Normandije.
| Prethodnik:          | Grof Mainea | Nasljednik:           |
| Herbert I. od Mainea | Grof Mainea | Herbert II. od Mainea |